# Cartucho de escopeta

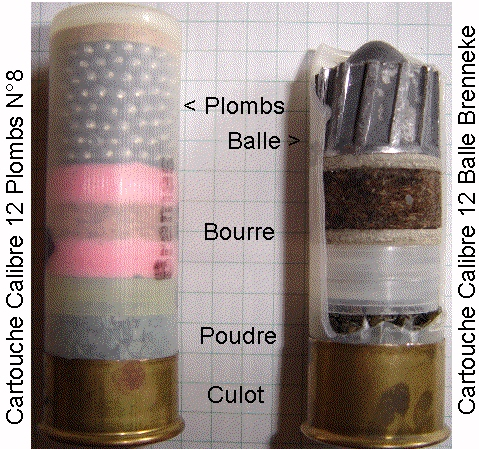
Dois exemplos de cartucho de espingarda, um com bagos e outro com balote.

Um cartucho de espingarda (ou de escopeta), é um tipo de cartucho integrado, cilíndrico (paredes retas), usado especificamente por espingardas com canos de alma lisa,  podendo ser carregado com várias pequenas esferas conhecidas como "bagos", ou um único projétil conhecido como "balote".
Esse tipo de cartucho, consiste de um tubo de papel ou plástico montado numa base de latão com uma espoleta, e os bagos ou o balote são contidos por um sabot.
Quanto às pequenas esferas (bagos), geralmente são de chumbo, mas devido as restrições a essa substância, outros materiais vêm sendo utilizados cada vez com mais frequência, como aço, borracha e até plásticos.
As escopetas têm um alcance efetivo de cerca de 38 jardas (34,7 metros) com chumbo grosso, 49 jardas (44,8 metros) com chumbo médio, 110 jardas (101 metros) com balotes e bem mais de 160 jardas (146 metros) com balas envoltas em sabots disparadas de canos estriados.

## Antecedentes
Na língua inglesa, o termo "shot" nesse contexto, é um substantivo coletivo para designar um conjunto de pequenos projéteis esféricos, feitos de chumbo, aço ou outro material. O cartucho de escopeta é um cartucho projetado originalmente para acomodar esse tipo de munição. A primeira arma a fazer uso desse tipo de munição ainda sem o cartucho, foi uma espécie de bacamarte na Alemanha na década de 1600. No início da década de 1700, esse tipo de munição se espalhou pelos Alpes e começou a se popularizar pela Europa, principalmente na Inglaterra, onde era usada para a caça de aves.
Em 1776, o termo "shotgun" foi cunhado no Kentucky, para descrever uma arma que disparava munições do tipo "shot". Devido à sua versatilidade e extrema eficiência tanto contra alvos em movimento quanto para combate a curta distância, esse tipo de arma se popularizou durante a Guerra Civil e desempenhou um importante papel no período do Velho Oeste.

## Histórico

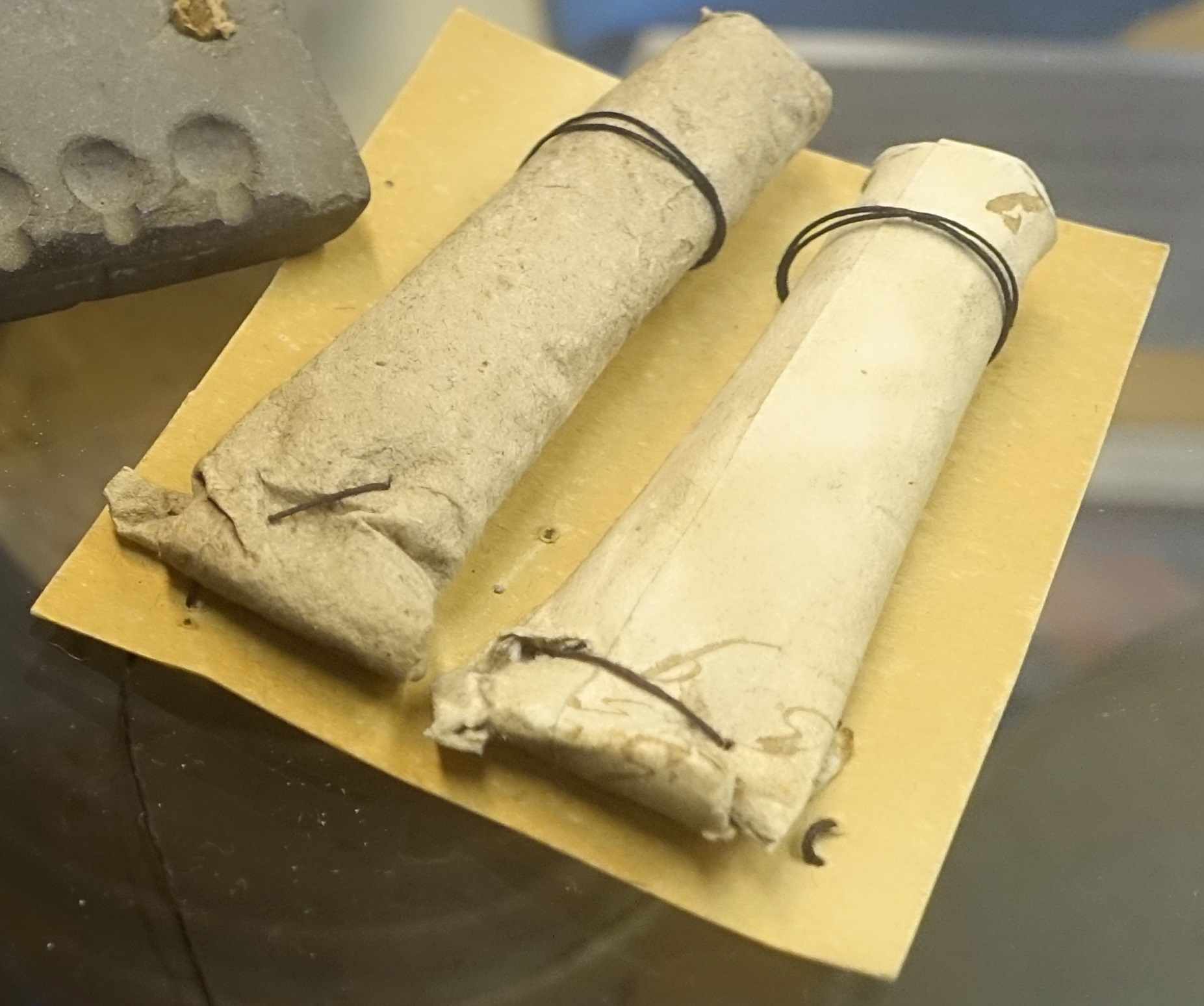
Dois cartuchos de papel; simples rolos com a pólvora de um lado e a bala ou balas do outro (1775-1783).

Quando as primeiras espingardas de percussão por retrocarga, como as Sharps, tornaram-se populares na década de 1850, os cartuchos de papel foram usados mais amplamente. Essas armas podiam ser disparadas usando pólvora e balas à granel, mas a eficiência dessas cápsulas de papel fáceis de fazer tornava conveniente para o atirador passar algumas horas à noite enrolando cartuchos para serem usados no dia seguinte; esses cartuchos eram usados primariamente pelos militares. Esses cartuchos eram apenas um pedaço de papel enrolado com as munições de um lado e a pólvora do outro. Quanto o cartucho era introduzido na câmara da arma com as balas para a frente e a pólvora para trás, uma parte dele (com um pouco de pólvora) ficava exposto e era cortado quando a culatra era fechada pela alavanca. Bastava apenas ao operador, inserir uma espoleta e efetuar o disparo. No início da década de 1830, os primeiros cartuchos realmente reutilizáveis e duráveis, precursres dos atuais cartuchos de escopeta, começaram a ser desenvolvidos. Existiam algumas características consideradas fundamentais para o sucesso daquele produto: durabilidade, facilidade no manuseio, resistente ao clima, deveria ser flexível o suficiente para se expandir com os gazes do disparo, um requisito fundamental para prevenir a formação de crostas no cano a cada disparo.
A construção básica geralmente aceita para o cartucho de espingarda era um tubo de papel enrolado e cônico com uma base de latão e uma bucha de fibra retendo a carga de chumbos. O desenvolvimento deste cartucho elástico e resiliente para armas de carregamento pela culatra não foi uma conquista pequena; provavelmente nenhuma invenção relacionada com armas de fogo produziu tais mudanças no princípio da construção de armas como a invenção do cartucho expansivo. O primeiro cartucho de espingarda expansivo verdadeiramente bem-sucedido foi o cartucho de espiga, projetado por Lefaucheux, no início da década de 1830. Foi usada a construção básica do tubo de papel; base de fibra de latão frisado e um interessante sistema de ignição. Esse cartucho foi patenteado na Inglaterra em 1840, e as espingardas que o utilizavam ainda eram produzidas na Bélgica e na França em 1910.

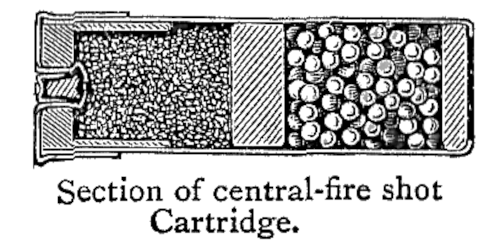
Ilustração em corte de um cartucho de escopeta (1908).

Apesar de engenhoso, o  cartucho de espiga sofria de uma série de deficiências, sendo a mais óbvia o perigo inerente ao desenho, pois se caísse sobre o pino, poderia detonar; outra deficiência era que parte dos gazes escapavam pelo orifício onde o pino era encaixado; e claro, o preço tanto da munição quanto das armas para ela, eram muito caros para o atirador médio americano, ao menos no início.
Os primeiros cartuchos de escopeta de fogo central bem sucedidos, foram desenvolvidos na França durante a década de 1850; enquanto os atiradores europeus podiam sustentar o custo de munições mais caras, já o mercado americano exigia uma solução mais barata. Um dos primeiros cartuchos de escopeta americanos de sucesso, foi desenvolvido por um dentista de Nova York, Edward Maynard, usando uma espoleta tubular; já a segunda versão, utilizava uma espoleta integrada ao cartucho.

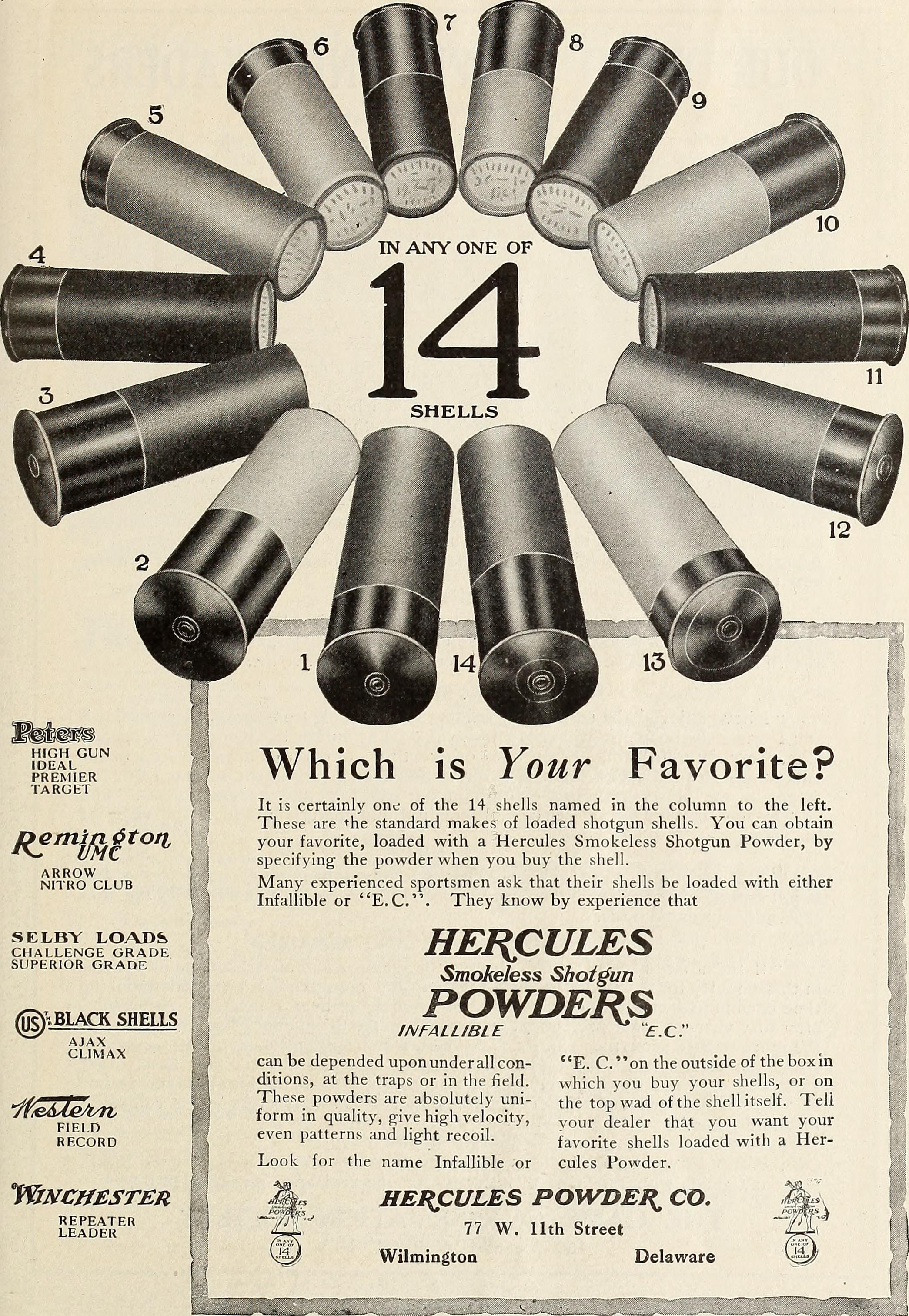
Anúncio de cartuchos de escopeta de 1918.

Outro dos primeiros cartuchos de escopeta foi o "Draper", patenteado em 1864. Esse foi um cartucho complexo de três partes usinadas e rosqueadas com uma espoleta de percussão embutida. Este cartucho, excepcionalmente durável, deve ter sido extremamente caro. Na década de 1870, os fabricantes de cartuchos começaram a produzir cartuchos de latão estampado em que o tubo e a base eram formados em uma única peça. Um cartucho desse tipo foi introduzido pela Remington na década de 1870 e permaneceu em produção durante os primeiros anos de 1800. Esses estojos de latão estampado eram superiores aos designs de duas peças mais antigos em resistência e eram mais leves. As espoletas utilizadas eram as precursoras do tipo Berdan. No final da década de 1870, foi feito um aperfeiçoamento nos cartuchos de latão estampado em peça única, de modo que a bigorna foi retirada do estojo e passou para a espoleta. A Winchester começou a comercializar esses cartuchos em 1877, e a Remington por volta de 1880.
Ainda em 1877 a Winchester introduziu cartuchos de papel mais curtos e reforçados, sendo vendidos descarregados, e eles continuaram evoluindo durante a década de 1880, até que se tornou lucrativo para a Wnchester oferecer cartuchos carregados, o que teve início em 1886 sob a marca "Rival".
Com o desenvolvimento da pólvora sem fumaça na década de 1880, os cartuchos de escopeta comeáram a fazer uso dela e comeáram a ser comercializados por volta de 1900. A partir de 1920, novas pólvoras sem fumaça e novas espoletas foram aprimorados. A espoleta com composto não corrosivo foi introduzida pela Remington sob o nome de "Kleanbor" e no final dos anos 1920. Buchas em formato de copo, com melhor vedação dos gases, foram introduzidos na década de 1930.
A Remington desenvolveu os primeiros cartuchos plásticos de polietileno bem-sucedidos no final da década de 1950 e as primeiras buchas de plástico em peça única "power-piston" um pouco mais tarde. Desenvolvimentos recentes incluem cartuchos premium carregados com projéteis revestidos de cobre, e melhorias no equipamento de recarga manual de cartuchos.

## Construção típica
Os cartuchos de escopeta modernos normalmente consistem em um estojo de plástico, com a base coberta por uma fina cobertura de aço folheado a latão. Conforme observado anteriormente, os invólucros de papel costumavam ser comuns e ainda são feitos, assim como os invólucros de latão maciço. Algumas empresas produziram o que parecem ser cartuchos totalmente de plástico, embora nestas haja um pequeno anel de metal fundido na borda para fornecer resistência. Frequentemente, as cargas mais poderosas usam cartuchos de "latão alto", com o latão estendido ao longo das laterais do estojo, enquanto as cargas leves usam cartuchos de "latão baixo". O latão na verdade não oferece uma quantidade significativa de força, mas a diferença na aparência fornece aos atiradores uma maneira de diferenciar rapidamente entre munições de alta e baixa potência.
A base do cartucho é bastante grossa para segurar a grande espoleta de espingarda, que é mais longa do que as espoletas usadas para munição de rifle e pistola. A pólvora sem fumaça moderna é muito mais eficiente do que a pólvora negra original usada nos primórdios, portanto, muito pouco espaço é ocupado pela pólvora; As espingardas usam pequenas quantidades de pólvora de base dupla de queima rápida, equivalente a pólvora de pistola com até 50% de nitroglicerina. Depois da pólvora vem a bucha. O objetivo principal e original de uma bucha é evitar que os projéteis ("shot") e a pólvora se misturem, além de fornecer uma vedação que evite que o gás escoe através dos projéteis em vez de impulsioná-los. O material das buchas, também evoluiu, de papelão, para feltro e depois para plástico, e o desenho passou a abranger outras finalidades como um amortecedor e um copo que mantém os bagos de chumbo juntos até que estejam fora do cano.

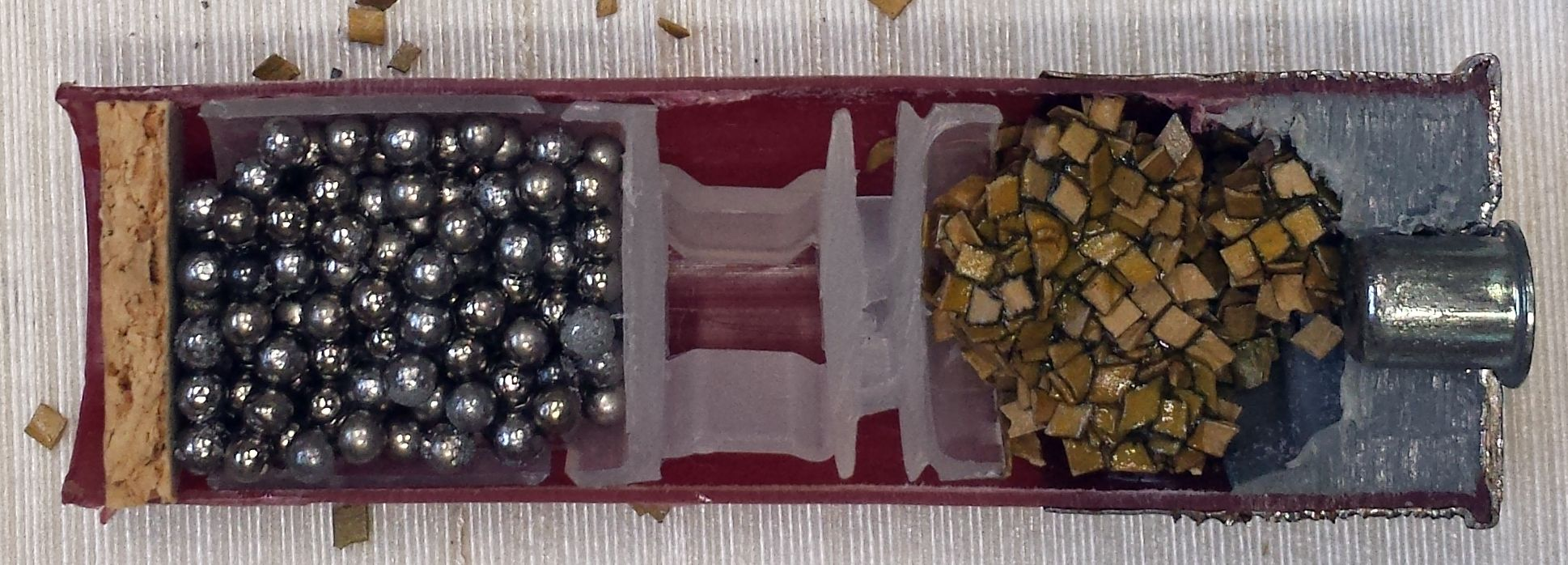
Visão em corte de um cartucho de escopeta contemporâneo.

Um embuchamento moderno consiste em três partes, a bucha de pólvora, a almofada e o "copo" para o "shot", que podem ser peças separadas ou uma só parte. A bucha de pólvora atua como selo de gás (conhecido como obturação) e é colocada firmemente sobre a pólvora; pode ser uma peça de papel ou plástico. A almofada vem a seguir e é projetada para comprimir sob pressão, para agir como um amortecedor e minimizar a deformação do tiro; também serve para ocupar o espaço necessário entre a bucha de pólvora e o "shot". As almofadas são quase que universalmente feitas feltro ou de plástico com zonas de amassado, embora para caças em áreas de pastagem por gado possam ser usadas buchas de fibras biodegradáveis. O "copo" de "shot" é a última parte do cartucho, e serve para manter os bagos juntos enquanto ele atravessa o cano, e também para reduzir ou eliminar o atrito direto do chumbo com o interior do cano da arma. Os copos de "shot" têm fendas nas laterais para que se abram como pétalas depois de sair do cano, permitindo que os bagos continuem em voo sem perturbações. Esses copos de "shot", quando usados, também são quase universalmente plásticos. A carga de "shot" preenche o copo (que deve ter o comprimento correto para conter a quantidade desejada de bagos), e o cartucho de escopeta é então crimpado ou "virolado".

### Comprimento do cartucho
Os cartuchos de escopeta são caracterizados não só pelo seu diâmetro ("gáugio"), mas também pelo seu tamanho ou comprimento; os comprimentos mais comuns dos cartuchos de escopeta são: 2 ½, 2 ¾, 3 e 3 ½ polegadas.

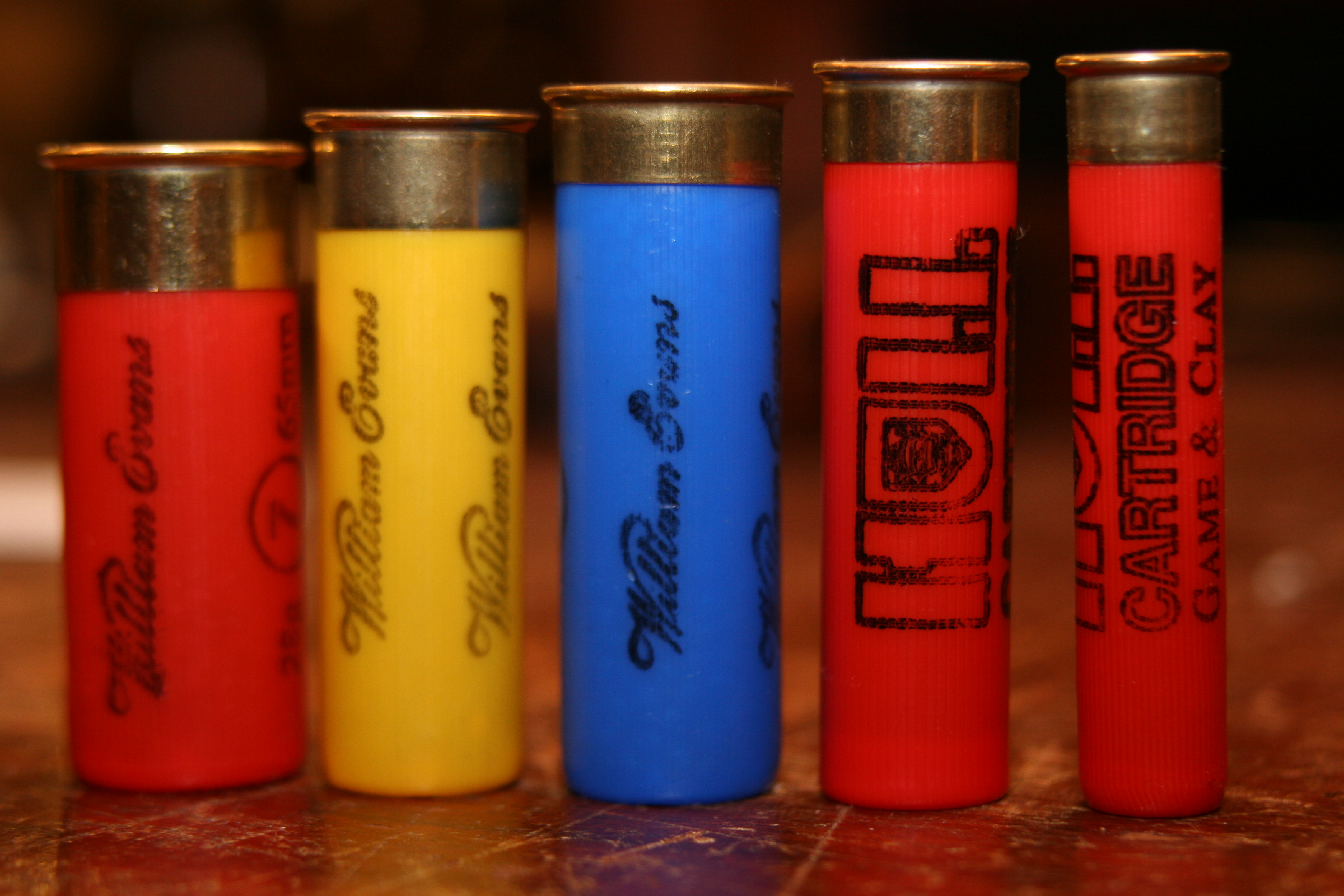
Cartuchos de escopeta de diferentes comprimentos e diâmetros.

Portanto, tanto as armas quanto os cartuchos são identificados ("marcados") com essas duas características, por exemplo, se a arma está marcada com "12-gauge 2¾-inch", é seguro usar cartuchos de calibre 12 com 2½ e 2¾ polegadas de comprimento, mas não um de 3 ou 3½ polegadas.
Por outro lado, o diâmetro do cartucho deve corresponder exatamente ao especificado na arma. Não se deve de forma alguma tentar disparar um cartucho de calibre ("gáugio") menor do que o especificado na arma, pois isso pode causar uma falha catastrófica.

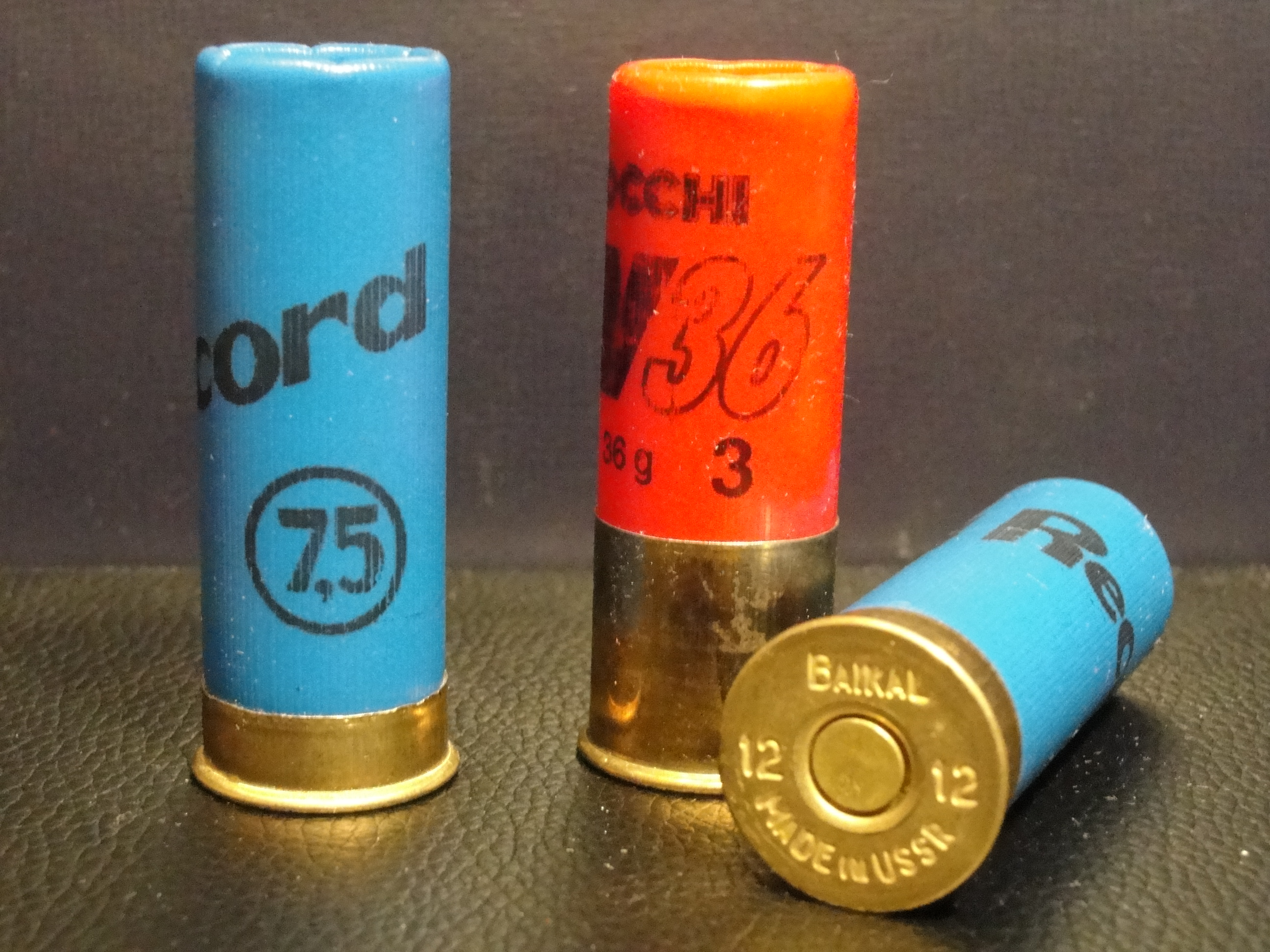
Exemplos de "latão alto" e de "latão baixo".

### Comprimento da base do cartucho
Nos primórdios do uso dos cartuchos de escopeta, outra característica a ser considerada era o comprimento (ou altura) da base de latão (mais comuns hoje em dia); é nessa base de latão que estão fixadas a espoleta e o estojo de plástico (também mais comum hoje em dia), simplificadamente, eles são classificados em dois tipos: "latão alto" ("high brass") e "latão baixo" ("low brass"), na época havia uma relação entre a potência da carga do cartucho e a altura da sua base de latão, no entanto, hoje em dia, essa distinção não existe mais.
Atualmente, independente da altura da base de latão do cartucho, as características de potência da carga e da velocidade, devem vir claramente estampadas no corpo de plástico do mesmo

## Sem chumbo
Em 1957, a indústria de munições tinha a capacidade de produzir "shots" não tóxicos, feitos de ferro ou aço. Em 1976, o "Fish and Wildlife Service" deu os primeiros passos para eliminar os "shots" de chumbo ao designar zonas de caça somente com "shots" de aço para aves aquáticas. Na década de 1970, munições de projéteis sem chumbo carregadas com pellets de aço, bismuto ou tungstênio em vez de pellets mais tradicionais à base de chumbo foram introduzidos e se tornaram obrigatórios para a caça de pássaros migratórios (patos e gansos). O "shot" de chumbo na caça de aves aquáticas foi proibido em todos os Estados Unidos em 1991. Devido às regulamentações ambientais, munições carregadas com chumbo devem ser usadas com cuidado pelos caçadores na Europa. Por exemplo, na França, não pode ser disparado nas proximidades de um lago. Na verdade, as leis são tão complexas que alguns caçadores na Europa preferem não se arriscar a ter problemas para disparar pellets de chumbo nos locais errados, por isso optam por pellets compostos em todas as situações. O uso de "shots" de chumbo é proibido no Canadá e nos Estados Unidos na caça de aves migratórias, como patos e gansos, forçando o uso de "shots" não tóxicos nesses países para a caça de aves aquáticas ("shots" de chumbo ainda podem ser legalmente usados nos Estados Unidos para caça, exceto aves aquáticas). Isso significa que os fabricantes precisam comercializar novos tipos de munições de espingarda sem chumbo carregadas com pellets alternativos para atender às restrições ambientais sobre o uso de chumbo, bem como munições à base de chumbo e mais baratas, para se manterem competitivos em todo o mundo.

## Birdshot

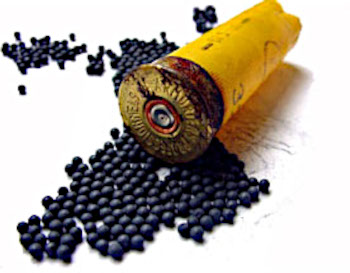
Exemplo de cartucho com "birdshot".

O termo "birdshot" é a designação na língua inglesa de um tipo de munição específica para o "esporte" de tiro ao pássaro (ou ao pato), com espingardas (ou escopetas) cujos bagos de chumbo variam de calibre, eles são numerados de forma semelhante aos gáugios de espingarda. Quanto menor o número, maior o calibre (exceto no sistema sueco obsoleto, no qual ele é invertido). Geralmente o calibre para "birdshot" "tiro ao pássaro" é chamado apenas de "shot" "tiro" ("chumbo" no Brasil), como "chumbo número 9" ou "chumbo BB".
Para o padrão americano, um método útil para lembrar o diâmetro do bago numerado em polegadas é simplesmente subtrair o número do calibre de 17. A resposta resultante é o diâmetro do bago em centésimos de polegada. Por exemplo, o calibre nº 2 fornece 17-2 = 15, o que significa que o diâmetro dos bagos nº 2 é 15/100 ou 0,15". O calibre B tem 0,170 polegadas e os tamanhos sobem em incrementos de 0,01 para os tamanhos BB e BBB.
Estudos e experiências práticas atestam que o tiro de "birdshot" só é realmente efetivo a 10 pés (3,05 metros), já a 50 pés (15,2 metros), sua efetividade fica extremamente comprometida, e não deve ser usado como munição para defesa pessoal ou residencial. O "birdshot" portanto, deve ser usado como munição na aplicação para a qual foi projetado: a caça de pequenos animais.
No sistema métrico, é fácil lembrar que o calibre nº 5 é de 3 mm; cada número para cima ou para baixo representa uma alteração de 0,25 mm no diâmetro, por exemplo, O tiro nº 7 é de 2,5 mm.
| Tam. US   | Tam. EU     | Tam. SW | Tam. UK   | Tam. AU | Diâmetro nominal | Bagos por onça (28 g) | Bagos por onça (28 g) | Quantidade por libra. |
| --------- | ----------- | ------- | --------- | ------- | ---------------- | --------------------- | --------------------- | --------------------- |
|           |             |         |           |         |                  | Chumbo                | Aço                   |                       |
| FF        |             |         |           |         | .230" (5,84 mm)  |                       | 35                    |                       |
| F         |             |         |           |         | .220" (5,59 mm)  | 27                    | 39                    |                       |
| TT        |             |         |           |         | .210" (5,33 mm)  |                       |                       |                       |
|           | AAA         |         |           |         | .205" (5,20 mm)  |                       |                       |                       |
|           |             |         | AAA       |         | .203" (5,16 mm)  | 35                    |                       |                       |
| T         |             |         |           | AAA     | .200" (5,08 mm)  | 36                    | 53                    |                       |
|           |             |         | AA        |         | .191" (4,93 mm)  | 40                    |                       |                       |
| BBB       | AA          |         |           |         | .190" (4,83 mm)  | 44                    | 62                    | 550                   |
| BB        |             |         | A         |         | .180" (4,57 mm)  | 50                    | 72                    | 650                   |
| Air Rifle | BBBB ou 2/0 |         |           |         | .177" (4,50 mm)  |                       |                       |                       |
| B         |             |         |           |         | .170" (4.32 mm)  |                       | 86                    |                       |
| No.1      |             |         | BB        | BB      | .160" (4,06 mm)  | 72                    | 103                   | 925                   |
|           | No.1        | 7       |           |         | .158" (4,00 mm)  |                       |                       |                       |
| No.2      |             |         | B ou No.1 |         | .150" (3,81 mm)  | 87                    | 125                   | 1120                  |
|           | No.2        | 6       |           |         | .148" (3,75 mm)  |                       |                       |                       |
| No.3      |             |         |           |         | .140" (3,56 mm)  | 108                   | 158                   | 1370                  |
|           | No.3        | 5       |           |         | .138" (3,50 mm)  |                       |                       |                       |
|           |             |         | No.2      | No.2    | .134" (3,40 mm)  |                       |                       |                       |
| No.4      |             |         |           |         | .130" (3,30 mm)  | 135                   | 192                   | 1720                  |
|           | No.4        | 4       | No.3      | No.3    | .128" (3,25 mm)  | 140                   |                       |                       |
| No.5      |             |         | No.4      | No.4    | .120" (3,05 mm)  | 170                   | 243                   | 2180                  |
|           | No.5        | 3       |           |         | .118" (3,00 mm)  |                       |                       |                       |
| No.6      |             |         | No.5      | No.5    | .110" (2,79 mm)  | 225                   | 315                   | 2850                  |
|           | No.6        | 2       |           |         | .108" (2,75 mm)  |                       |                       |                       |
|           |             |         | No.5½     | No.5½   | .107" (2,72 mm)  | 240                   |                       |                       |
|           |             |         | No.6      | No.6    | .102" (2,59 mm)  | 270                   |                       |                       |
| No.7      |             |         |           |         | .100" (2,54 mm)  | 291                   | 423                   |                       |
|           | No.7        | 1       |           |         | .098" (2,50 mm)  |                       |                       |                       |
|           | No.7½       |         |           |         | .094" (2,40 mm)  |                       |                       |                       |
| No.7½     |             |         | No.7      | No.7    | .095" (2,41 mm)  | 350                   | 490                   | 3775                  |
| No.8      |             |         |           | No.7½   | .090" (2,29 mm)  | 410                   | 686                   | 5150                  |
|           | No.8        | 00      |           |         | .089" (2,25 mm)  |                       |                       |                       |
|           |             |         | No.8      | No.8    | .087" (2,21 mm)  | 472                   |                       |                       |
| No.8½     |             |         |           |         | .085" (2,15 mm)  | 497                   |                       |                       |
|           | No.8½       |         |           |         | .083" (2,10 mm)  |                       |                       |                       |
| No.9      |             |         | No.9      | No.9    | .080" (2,03 mm)  | 585                   | 892                   | 7400                  |
|           | No.9        | 000     |           |         | .079" (2,00 mm)  |                       |                       |                       |
| No.10     |             |         |           |         | .070" (1,78 mm)  | 848                   |                       |                       |
|           |             |         | No.10     | No.10   | .070" (1,78 mm)  | 850                   |                       |                       |
|           | No.10       |         |           |         | .069" (1,75 mm)  |                       |                       |                       |

Os bagos número 11 e número 12 também existem. Esses tamanhos são usados em projéteis especializados projetados para serem disparados a curta distância (menos de quatro metros) para matar cobras, ratos e animais de tamanhos semelhantes. Tais cartuchos costumam ser disparados de pistolas e revólveres.

### Seleção de birdshot
| Caça            | Chumbo ou Tungstênio | Aço    |
| --------------- | -------------------- | ------ |
| Faisão          | 4 a 6                | 2 a 3  |
| Peru            | 4 a 6                | 2 a 3  |
| Codorna, pomba  | 7 ½ a 8              |        |
| Coelho          | 6 a 7 ½              |        |
| Esquilo         | 6                    |        |
| Ganso           | 2 a BB               | 1 a TT |
| Patos, no baixo | 4 a 6                | 2 a 4  |
| Patos, no alto  | 2 a 4                | 2 a BB |

Para a caça, o tamanho dos bagos deve ser escolhido não apenas para o alcance pretendido, mas também para a caça em si. O tiro deve atingir o alvo com energia suficiente para efetuar o abate imediato. O bago de chumbo ainda é o melhor executor balístico, mas as restrições ambientais ao uso de chumbo, especialmente com aves aquáticas, exigem aço, bismuto ou compostos de tungstênio, além de outros metais como titânio e até polímeros; para caça maior, países como Alemanha e Estados Unidos, já estão usando balas de cobre que é mais difícil de se fragmentar e menos tóxico que o chumbo. O aço, sendo significativamente menos denso que o chumbo, requer bagos maiores, mas é uma boa escolha quando o chumbo não é legal e o custo é um fator importante. Argumenta-se que bagos de aço não podem ser usada com segurança em algumas espingardas mais antigas sem causar danos ao cano ou ao "choke" devido à sua dureza. No entanto, o aumento da pressão na maioria dos cartuchos usando bagos de aço é um problema muito maior, causando mais tensão na culatra da arma. Como o tungstênio é muito duro, ele também deve ser usado com cuidado em armas mais antigas. Os bagos de tungstênio costumam ser de uma liga com níquel e ferro, suavizando o metal base. Essa liga é aproximadamente 1/3 mais densa do que o chumbo, mas muito mais cara. Os bagos de bismuto ficam entre os de aço e os de tungstênio tanto em densidade quanto em custo. A regra para converter para bagos de aço apropriados é subir dois números em relação aos de chumbo. No entanto, existem diferentes visões sobre padrões densos versus energia de bagos de numeração mais alta.

## Buckshot

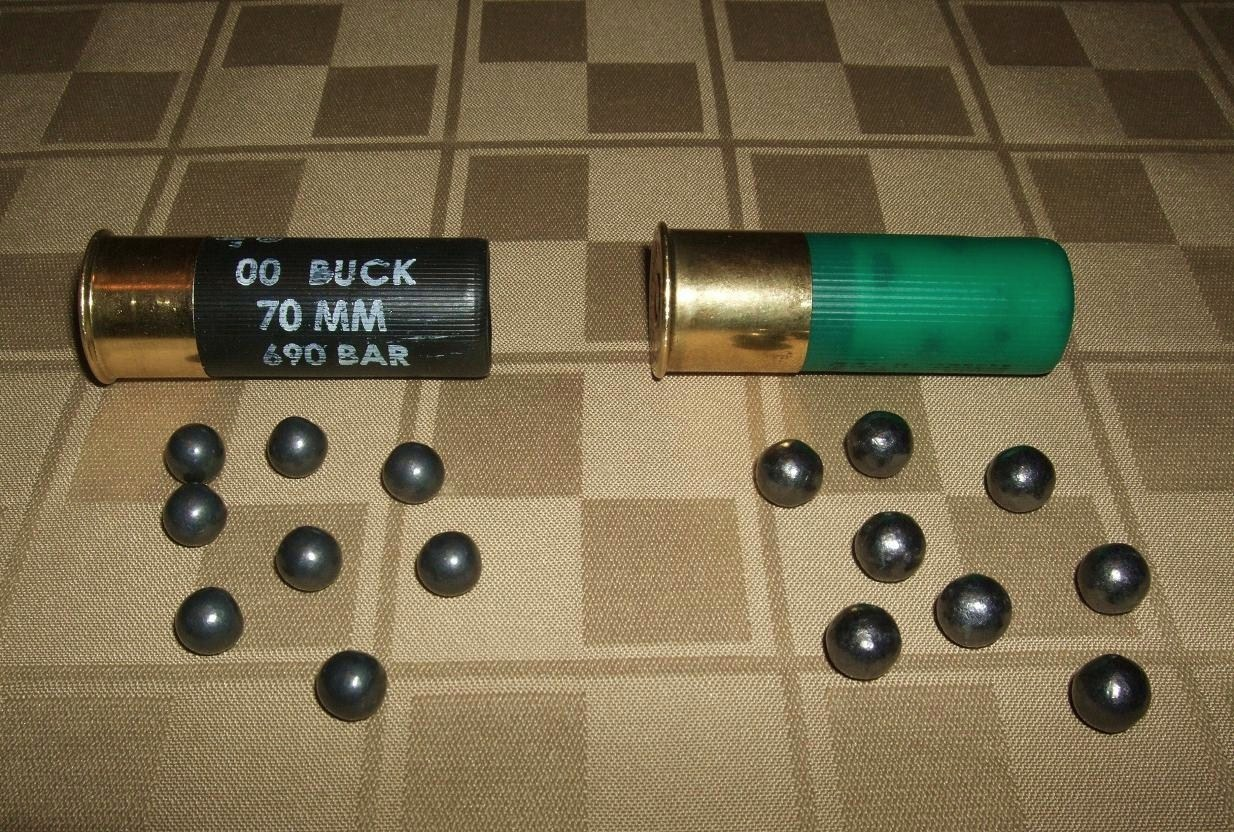
Exemplo de cartuchos com "buckshot".

O termo "buckshot" (literalmente seria "tiro para bode" ou "tiro para gamo", mas no Brasil é chamado simplesmente de "chumbo grosso") é a designação na língua inglesa de um tipo de munição específica para o "esporte" de caça (de médio a grande porte), com espingardas (ou escopetas) cujos bagos de chumbo variam de calibre, eles são numerados de forma semelhante aos gáugios de espingarda. O "buckshot" ("chumbo grosso" no Brasil) demanda bagos maiores, grandes o suficiente para que devam ser cuidadosamente embalados no cartucho em vez de simplesmente despejados. Os italianos usam o termo "mitraglia".
O "buckshot", além de ser usado para caça de médio a grande porte, também é empregado como uma munição tática para policiais e militares, e para defesa pessoal e residencial.
Estudos e experiências práticas atestam que o tiro de "buckshot" só é bem efetivo a curta disância - 10 jardas (9,14 metros), a média distância - 20 jardas (18,3 metros), sua efetividade já fica bastante prejudicada, e a mais de 40 jardas (36,6 metros) a efetividade fica extremamente comprometida.
O tamanho dos bagos do "buckshot" varia, a grosso modo, entre ,24 polegadas (6,10 milímetros) e ,33 polegadas (8,38 milímetros), é mais comumente designado por uma série de números e letras, com números menores indicando um tiro maior. Tamanhos maiores que "0" são designados por vários zeros. "00" (geralmente pronunciado "double-aught" no inglês da América do Norte) é o tamanho mais comumente vendido. O sistema britânico para designar o tamanho do "buckshot" é baseado na quantidade de bagos por onça. Os tamanhos são LG ("large grape" - termo derivado do grapeshot usado na artilharia), MG ("medium grape") e SG ("small grape"). Para "caça menor", o "chumbo" SSG tem metade do peso do "SG", o SSSG tem a metade do "SSG", o SSSSG tem a metade do peso do "SSSG" e assim por diante. O sistema australiano é semelhante, exceto que tem 00-SG, um cartucho para caça menor com "chumbo 00".
Cargas de "chumbo 00" para calibre 12 estão comumente disponíveis em cartuchos contendo de 8 (oito) a 18 (dezoito) bagos em cartuchos de comprimentos padrão (2 ¾, 3 e 3 ½ polegadas). Cartuchos de recuo reduzido com "chumbo 00" são frequentemente usados como munição tática e de autodefesa, minimizando o estresse do atirador e melhorando a velocidade dos tiros de acompanhamento.
| Tam. US                 | Tam. UK       | Tam. AU | Diâmetro nominal | Bagos por onça (28 g) | Bagos por onça (28 g) |
| ----------------------- | ------------- | ------- | ---------------- | --------------------- | --------------------- |
|                         |               |         |                  | Chumbo                | Aço                   |
| Tri-Ball 12 (Gáugio 12) |               |         | 0.60" (15.2 mm)  | 1.4                   |                       |
| Tri-Ball 20 (Gáugio 20) |               |         | 0.52" (13,2 mm)  | 2,1                   |                       |
| #0000 Buck              |               |         | .375" (9,525 mm) | ~5,6                  |                       |
| #000 Buck               | LG            |         | .36" (9,1 mm)    | 6,2                   |                       |
|                         | MG            |         | .346" (8,79 mm)  | 7                     |                       |
|                         | SG            |         | .332" (8,44 mm)  | 8                     |                       |
| #00 Buck                |               | 00-SG   | .330" (8,38 mm)  | 8                     |                       |
| #0 Buck                 |               |         | .32" (8,1 mm)    | 9                     |                       |
| #1 Buck                 |               |         | .30" (7,6 mm)    | 11                    |                       |
|                         | Special SG    |         | .298" (7,57 mm)  | 11                    |                       |
| #2 Buck                 |               | SSG     | .27" (6,9 mm)    | 14                    |                       |
|                         | SSG           |         | .269" (6,83 mm)  | 15                    |                       |
| #3 Buck                 |               |         | .25" (6,4 mm)    | 18                    |                       |
|                         | SSSG          |         | .244" (6,3 mm)   | 20                    |                       |
| #4 Buck                 |               |         | .240" (6,10 mm)  | 21                    |                       |
|                         | SSSSG         |         | .227 (5,77 mm)   | 25                    |                       |
| F                       |               |         | .22" (5,59 mm)   | 27                    | 39                    |
|                         | SSSSS or AAAA |         | .213 (5,41 mm)   | 30                    |                       |
|                         | AAA           |         | .203" (5,16 mm)  | 35                    |                       |
| T                       |               |         | .200" (5,08 mm)  | 36                    | 53                    |

## Espalhamento e grupamento
A maioria das espingardas e escopetas esportivas modernas são equipadas com "chokes" intercambiáveis para permitir que o atirador altere o "espalhamento" do tiro que sai da arma. Em alguns casos, não é prático fazer isso; a arma pode ter o "choke" fixo, ou um atirador atirando em alvos que se afastam pode querer disparar um "grupamento" mais amplo imediatamente seguido por um mais estreito de uma espingarda de cano único. O "espalhamento" do tiro também pode ser alterado mudando as características do cartucho.

## Agrupamento fechado
Um material de preenchimento, como plástico granulado, serragem ou material semelhante pode ser misturado com os bagos para preencher os espaços entre eles. Quando disparado, o material de preenchimento comprime e apóia as esferas, reduzindo a deformação que elas sofrem sob a aceleração extrema. Ligas de antimônio-chumbo, bagos de chumbo revestidos de cobre, aço, bismuto e tungstênio têm uma dureza maior do que o chumbo simples e também se deformarão menos. A redução da deformação resultará em agrupamentos mais fechados, pois as esferas tenderão a voar mais retas.
Um método improvisado para obter o mesmo efeito envolve despejar cera derretida ou alcatrão na carga de esferas. Outro é um corte parcial em anel ao redor do estojo, com o objetivo de garantir que os projéteis saiam firmemente agrupados junto com a parte do estojo à frente do corte, criando uma espécie de invólucro "sabot". Isso pode ser perigoso, pois acredita-se que causa pressões mais altas na câmara - especialmente se parte dos projéteis permanecer no cano e não forem retirados antes que outro tiro seja disparado.

## Agrupamento aberto
Atirar com bagos mais macios possíveis resultará em mais deformação deles e consequentemente, em um agrupamento mais aberto. Este é freqüentemente o caso com munição barata, já que o chumbo usado terá elementos de liga mínimos como antimônio e será muito macio. As "buchas de espalhamento" são buchas que têm uma pequena inserção de plástico ou papel no meio do copo que retém os bagos, geralmente um cilindro ou seção transversal em "X". Quando o tiro sai do cano, a inserção ajuda a empurrar os bagos do centro, abrindo o agrupamento. Freqüentemente, isso resulta em desempenho inconsistente, embora os designs modernos estejam se saindo muito melhor do que as soluções improvisadas tradicionais.
Bagos deformados intencionalmente (martelados em forma elipsoidal) ou em forma de cubo, também resultarão em agrupamentos mais abertos, muito mais amplo do que os bagos esféricos, com mais consistência do que "buchas de espalhamento". As "buchas de espalhamento" e bagos não esféricos não são permitidos em algumas competições. As cargas para caça que usam espalhadores ou bagos não esférico são geralmente chamadas de "brush loads" e são preferidas para caça em áreas onde a cobertura densa de vegetação permite que o caçador se aproxime bastante da caça.

## Espalhamento
A maioria dos cartuchos de espingarda contém vários projéteis ("bagos") para aumentar a probabilidade de um alvo ser atingido. A propagação do tiro de uma espingarda se refere ao padrão bidimensional que esses projéteis (ou "carga") deixam em um alvo. Outra dimensão menos importante da propagação diz respeito ao comprimento da coluna de tiro durante o voo, desde o chumbo inicial até o final. O uso de vários chumbinhos é especialmente útil para caçar animais pequenos, como pássaros, coelhos e outros animais que voam ou se movem rapidamente e podem mudar de maneira imprevisível sua direção. No entanto, alguns cartuchos de espingarda contêm apenas um tiro de metal, conhecido como "balote", para caçar animais grandes, como cervos.
À medida que a "carga" de bagos sai do cano após o disparo, a sequência tridimensional da carga fica bem próxima. Mas, à medida que o tiro se afasta, os chumbinhos individuais se espalham e se dispersam cada vez mais. Por causa disso, o alcance efetivo de uma espingarda, ao disparar uma grande variedade de tiros, é limitado a aproximadamente 20 a 50 m (22 a 55 jardas). Para controlar esse efeito, os atiradores podem usar uma constrição dentro do cano de uma espingarda, chamada de "choke". O "choke", seja selecionável ou fixado dentro de um cano, reduz efetivamente o diâmetro interno da "boca" do cano, forçando a "carga" ainda mais agrupada quando sai do cano, aumentando assim o alcance efetivo. Quanto mais apertado for o estrangulamento, mais estreita será a extremidade do cano. Consequentemente, o alcance efetivo de uma espingarda é aumentado com um "choke" mais apertado, já que a coluna de tiro é mantida mais apertada em alcances mais longos. Os caçadores ou atiradores podem instalar vários tipos de "choke", em armas com "chokes" selecionáveis, dependendo do alcance em que seus alvos pretendidos estarão localizados. Para espingardas de "chokes" fixos, espingardas ou canos diferentes são frequentemente selecionados para a aplicação de caça pretendida. Do mais apertado ao mais aberto, os vários tamanhos de "choke" são: "full choke", "improved modified", "modified", "improved cylinder", "skeet", e "cylinder bore".
Um caçador que pretende caçar um animal como coelho ou tetraz sabe que o animal será encontrado de perto - geralmente dentro de 20 m (22 jardas) - e estará se movendo muito rapidamente. Portanto, um estrangulamento ideal seria um "cylinder bore" (o mais aberto), pois o caçador deseja que o tiro se espalhe o mais rápido possível. Se este caçador estivesse usando um "full choke" (o mais apertado) a 20 m (22 jardas), o tiro seria muito próximo e causaria uma quantidade desnecessariamente grande de danos ao coelho ou, alternativamente, uma falha completa em atingi-lo. Isso desperdiçaria virtualmente toda a carne com um tiro certeiro, já que a pequena quantidade de carne restante ficaria excessivamente carregada de balas e tornaria-se intragável. Usando um "cylinder bore", esse caçador maximizaria a probabilidade de um abate e a quantidade de carne comestível. Ao contrário, um caçador que pretende caçar gansos sabe que um ganso provavelmente estará a aproximadamente 50 m (55 jardas) de distância, de modo que o caçador desejaria atrasar a propagação do tiro tanto quanto possível usando um "full choke". Ao usar um "full choke" para alvos que estão mais distantes, o atirador novamente maximiza a probabilidade de um abate e maximiza a quantidade de carne comestível. Isso também garante uma morte rápida e sem sofrimento, pois o alvo seria atingido com uma carga suficiente para matar rapidamente em vez de ferir apenas o animal.
Para espingardas mais velhas com apenas um "choke" fixo, destinado principalmente para uso igualmente provável contra coelhos, esquilos, codornizes, pombas e faisões, um estrangulamento frequentemente escolhido é o " improved cylinder", em um cano de 28 polegadas (710 mm), tornando a espingarda versátil, adequado para uso de caça geral, sem excesso de peso. Em contraste, espingardas com "chokes" fixos destinados a gansos são frequentemente encontradas com "full choke", em comprimentos mais longos e muito mais pesados, sendo destinados a uso fixo dentro de uma faixa contra alvos distantes. As espingardas defensivas com "chokes" fixos geralmente possuem um "cylinder bore". Da mesma forma, espingardas destinadas principalmente ao uso com balotes invariavelmente também são encontradas com um "choke" do tipo "cylinder bore".

## Equivalência Dracma
A "equivalência de dracma" às vezes ainda é usada como uma medida do poder de carga de pólvora em um cartucho de espingarda. Hoje, é uma equivalência anacrônica que representa o poder equivalente de um cartucho de espingarda contendo essa quantidade equivalente de pólvora negra medida em "dracmas avoirdupois". Um dracma no sistema avoirdupois é a massa de 1⁄256 de libra ou 1⁄16 de onça ou 27,3 grãos. O raciocínio por trás dessa equivalência arcaica é que, quando a pólvora sem fumaça apareceu pela primeira vez, algum método de estabelecer uma equivalência com cargas comuns de cartuchos de espingarda era necessário para vender uma caixa de cartuchos de espingarda. Por exemplo, um projétil de espingarda contendo uma carga de 3 ou 3 1/2 dracmas de pólvora negra era uma carga de campo de caça comum, e uma carga de plena potência pesada teria contido cerca de 4 a 4-1/2 dracmas, enquanto um o cartucho de espingarda contendo apenas uma carga de 2 dracmas de pólvora era uma carga comum de tiro ao alvo. Um caçador procurando um campo ou carga total familiar com cargas de espingarda de pólvora negra saberia exatamente qual seria a equivalência dos cartuchos de espingarda na pólvora sem fumaça recém-introduzida. Hoje, no entanto, isso representa uma equivalência mal compreendida do poder de carga de pólvora em um cartucho de espingarda.
Para complicar ainda mais as coisas, a "equivalência de dracma" foi definida apenas para cartuchos de espingarda calibre 12 e apenas para chumbo, embora tenha sido freqüentemente usada para descrever outros calibres de cartuchos, e até mesmo cartuchos carregados com bagos de aço. Além disso, a "equivalência de dracma" só surgiu cerca de 15 anos depois que a pólvora sem fumaça foi introduzida, muito depois que a necessidade de uma equivalência começou a desaparecer e os cartuchos carregados de pólvora negra real desapareceram em grande parte. Na prática, a "equivalência de dracma" hoje mais comumente é apenas a uma equivalência de classificação de velocidade em "fps" (pés por segundo), embora pressuponha o uso de chumbo.
Um impacto secundário dessa equivalência foi que os cartuchos de espingarda comuns precisavam permanecer do mesmo tamanho, fisicamente, por exemplo, cartuchos de 2-1/2 ou 2-3/4 polegadas, a fim de serem usados em espingardas preexistentes quando a pólvora sem fumaça começou a ser usada para carregar cartuchos de espingarda no lugar de pólvora negra. Como a pólvora sem fumaça não precisava ser carregada no mesmo volume que a pólvora negra para atingir a mesma potência, os volumes das buchas tinham que aumentar, para encher o cartucho da espingarda o suficiente para permitir que a sua crimpagem fosse efetuada corretamente. Inicialmente, isso significava que um número maior de buchas de papelão sobre a pólvora tinha que ser empilhado para atingir a mesma altura de carga quando a póvora negra era usada. Eventualmente, isso também levou à introdução de buchas de plástico de uma única peça no final dos anos 1950 até o início dos anos 1960, para adicionar volumes adicionais de buchas, a fim de manter o mesmo comprimento geral do cartucho de espingarda.
A "equivalência de dracma" não tem relação com a recarga de cartuchos de espingarda com pólvora sem fumaça; carregar um projétil de espingarda com um peso equivalente em dracmas de pólvora sem fumaça faria com que uma espingarda explodisse. Só tem equivalência na recarga de cartuchos de espingarda com pólvora negra.